# Liberia Petroleum Refining Company Oilers
El Liberia Petroleum Refining Company Oilers és un club de futbol liberià de la ciutat de Monròvia. Disputa els seus partits a l'estadi Antonette Tubman. El club aparegué a la primera línia del futbol del país a finals de la dècada dels 80, guanyant en cinc ocasions la lliga liberiana de futbol, i sis cops la copa liberiana de futbol.

## Palmarès
- Lliga liberiana de futbol:[1]
  - 1991, 1992, 1999, 2002, 2005, 2019, 2021
- Copa liberiana de futbol:[2]
  - 1988, 1989, 1993, 1999, 2000, 2005
- Supercopa liberiana de futbol: 
  - 2002
- Copa President: 
  - 2015, 2019